# Bayern Express & P. Kühn Berlin
Die Bayern Express und P. Kühn Berlin GmbH (BEX) war ein deutsches Reise- und Verkehrsunternehmen mit Sitz in Berlin. Es betrieb in Berlin und Potsdam Stadtrundfahrten und bot Bus-Charter an. Bis 2016 betrieb BEX außerdem innerdeutsche Fernbuslinien, hauptsächlich vom Zentralen Omnibusbahnhof Berlin aus. Alleiniger Gesellschafter war die DB Fernverkehr AG, das Unternehmen war jedoch dem Geschäftsfeld DB Regio, Sparte Bus, Region Ost zugeordnet.
Zum 30. September 2020 wurde die Bayern Express & P. Kühn Berlin GmbH mit Sitz in Berlin durch Übertragung ihres Vermögens unter Auflösung ohne Abwicklung als Ganzes auf die DB Regio Bus Ost GmbH verschmolzen. Seither werden die Marken als BEX Charter und City Circle Berlin weitergeführt.

## Geschichte

### Firma P. Kühn Berlin
Das Unternehmen P. Kühn Berlin wurde 1937 von Paul Kühn in Berlin als Fuhrunternehmen gegründet und erlangte nach dem Zweiten Weltkrieg als Busunternehmen für den Interzonenverkehr Bekanntheit. Der in Reinickendorf b. Berlin geborene Kühn (* 29. September 1908; † 30. Juli 1980) hatte zunächst in der väterlichen Gärtnerei in Reinickendorf mitgearbeitet, wurde mit 18 Jahren Lieferwagenfahrer und betrieb ab den späten 1920er Jahren einen Autohandel mit gebrauchten Lastkraftwagen und Omnibussen, die er aufarbeitete und wieder verkaufte.
Der Neubau des Flughafens Tempelhof brachte Paul Kühn auf die Idee, die tausenden Bauarbeiter mit Omnibussen zur Flughafenbaustelle zu transportieren, die bis dahin nur an zwei Straßenbahnlinien angeschlossen war. Der Erfolg dieser Transporte führte ihn kurz darauf im Jahr 1937 zur Gründung des eigenen Fuhrunternehmens mit Omnibussen und Lastkraftwagen, das er auf dem Grundstück neben der väterlichen Gärtnerei in der Reinickendorfer Provinzstraße einrichtete. Während des Zweiten Weltkriegs führte Paul Kühn erste Fernbusfahrten für Arbeiterausflüge von Berlin nach Göhren auf Rügen durch. Zudem arbeitete er als Fahrlehrer bei der Polizei und übernahm Speditionsaufträge von Behörden wie dem Ernährungsamt, aber auch der Wehrmacht und der Organisation Todt.
Nach dem Krieg übernahm Kühn ab der zweiten Jahreshälfte 1945 im Auftrag von Bürgermeister Arthur Werner Fahrten für die Stadtverwaltung. Von 1948 ließ der Bau des Flughafens Tegel die Firma durch übernommene Material- und Arbeitertransporte wachsen. Kühn organisierte auch wieder Ausflugsfahrten für Sportvereine, Kegelklubs oder Hochzeitsgesellschaften nach außerhalb. Dieses Geschäftsfeld erfuhr durch die Berlin-Blockade einen Rückschlag, lebte nach deren Ende im Mai 1949 aber erheblich auf.
Auf Betreiben des Berliner Senats, der darüber verärgert war, dass die Einnahmen aus den Interzonenzügen der Deutschen Reichsbahn ausschließlich der Verwaltung der Sowjetischen Besatzungszone und später der DDR zuflossen und daher einen eigenen Interzonenbusverkehr nach Westdeutschland begründen wollte, richtete Paul Kühn ab 1949 zunächst eine wöchentliche und bald darauf eine tägliche Busverbindung vom Zentralen Busbahnhof am Stuttgarter Platz nach Frankfurt am Main ein. Für die Pause auf halber Strecke erwarb Kühn in Lutter am Barenberge ein eigenes Gebäude, um dort ein Restaurant und eine Reparaturwerkstatt einzurichten. 1951 kaufte er auch das Berghotel Stöberhai im Harz, baute es gründlich um und vertrieb erfolgreich bis zum Wiederverkauf des Hotels im Jahr 1965 über sein eigenes Reisebüro, das er neu gegründet hatte, Pauschalreisen von Berlin zum Stöberhai.
Im Jahr 1953 besaß Paul Kühn 22 moderne und luxuriöse Reisebusse mit teils verglasten Dächern, die von der hauseigenen Tischlerei, Schmiede und Sattlerei ausgestattet wurden und erwirtschaftete einen Jahresumsatz von 1,3 Millionen Mark (kaufkraftbereinigt in heutiger Währung: rund 4 Millionen Euro).

### Bayern-Express
Bayern-Express (Reisebüro und Omnibusverkehr) wurde Ende der 1940er Jahre von H. L. Wessel gegründet. Hauptsitz war Berlin, Filialen waren in Nürnberg und München. Das Geschäftsmodell war die Beförderung von Personen von Berlin nach Bayern und auch umgekehrt (Interzonenverkehr). Anfangs wurden die Personen auf Lastwagen befördert. Das Geschäft florierte und es konnten Busse angeschafft werden. Die Berliner bevorzugten die Busse des Bayern-Express, weil sie komfortabler waren als die Interzonenzüge. Bereits in den 1950er Jahren waren in den Bussen Toiletten eingebaut. Ab Mitte 1950 war der Preis für eine Einfachfahrt im Linienverkehr rund 55 Mark und für Hin- und Rückfahrt rund 90 Mark. Die Berliner benutzten gerne den Bayern-Express für Pauschalreisen nach Bayern, Österreich, Italien und Jugoslawien. Sie wurden zuerst mit den Bussen nach München gebracht, nach einem Frühstück in einem Café wurden die Reisenden auf etwa acht Busse verteilt, die das Gebiet von Berchtesgaden bis zum Bodensee bedienten. Reisende nach Kärnten, Italien und Jugoslawien fuhren mit der Bahn ab München zu ihrem Ziel. In Italien war das bevorzugte Gebiet Riccione und in Jugoslawien die Insel Krk. Bei größeren Gruppen wurden sie dabei von einem Mitarbeiter der Filiale München begleitet. Etwa 1960 starb der alleinige Inhaber H. L. Wessel, seine Lebensgefährtin war die Alleinerbin. Weil Wessel nach damaliger Sprechweise in „wilder Ehe“ mit seiner Lebensgefährtin gelebt hatte, verweigerte die katholische Kirche die Beerdigung. Die Altkatholische Kirche übernahm dann die Beerdigung, er wurde in München beerdigt. Die Alleinerbin verkaufte die Firma an die Deutsche Bahn. Der Name ‚Bayern-Express‘ blieb aber erhalten. Die spätere Firma BEX gewann ihren Namen aus „B“ für ‚Bayern‘ und „EX“ aus ‚Express‘. Nach dem Mauerbau im August 1961 verweigerten viele Reisebüros und offizielle Stellen den Verkauf von Karten für die Leipziger Messe. Auf Bitten oder auch Aufforderung der DDR-Behörden übernahm dann der Bayern-Express diesen Verkauf.

## Betriebsbereiche

### ÖPNV Berlin
Von Mitte Dezember 2008 bis zum 24. November 2011 betrieb BEX zusammen mit dem Busverkehr Berlin eine Flughafenlinie (SXF1) zwischen Bahnhof Südkreuz und dem Flughafen Schönefeld. Die Linie war in den Tarif des VBB integriert (Zuschlag erforderlich) und verkehrte im 20-Minuten-Takt, täglich von 5 bis 23 Uhr. Während der Betriebseinschränkungen bei der S-Bahn Berlin (hier Einstellung der Linie S45) verkehrte der Bus SXF1 zuschlagfrei.

### Fernbusverkehr

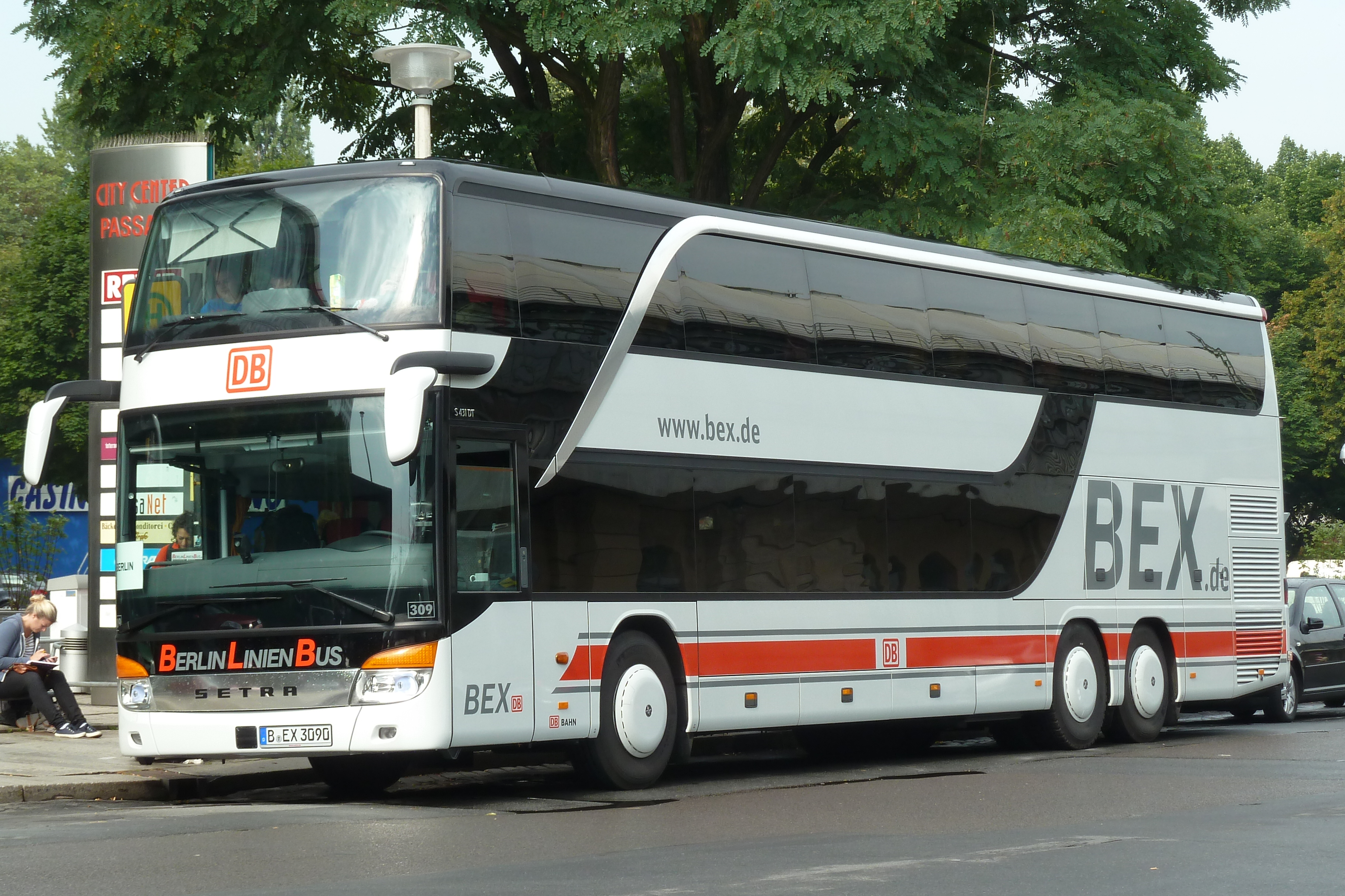
BEX-Doppeldecker-Fernbus der Linie Dresden–Berlin

Bis 2016 betrieb BEX etwa 30 nationale und 25 internationale Fernbuslinien ab/an Berlin und München. Das Unternehmen war Gesellschafter der Berlin Linien Bus GmbH, in deren Verbund alle Linien integriert waren. Die Muttergesellschaft DB beschloss 2016 die weitgehende Einstellung ihres Fernbusverkehrs mit Ausnahme einiger als IC Bus betriebener Linien. Das Reisebüro des ZOB Berlin wird durch die BEX-Tochter Zentral-Omnibusbahnhof Berlin GmbH betrieben.

### DB Regio Bus Ost NL City Circle (ehemals: Severin+Kühn Berliner Stadtrundfahrt und BEX Sightseeing)

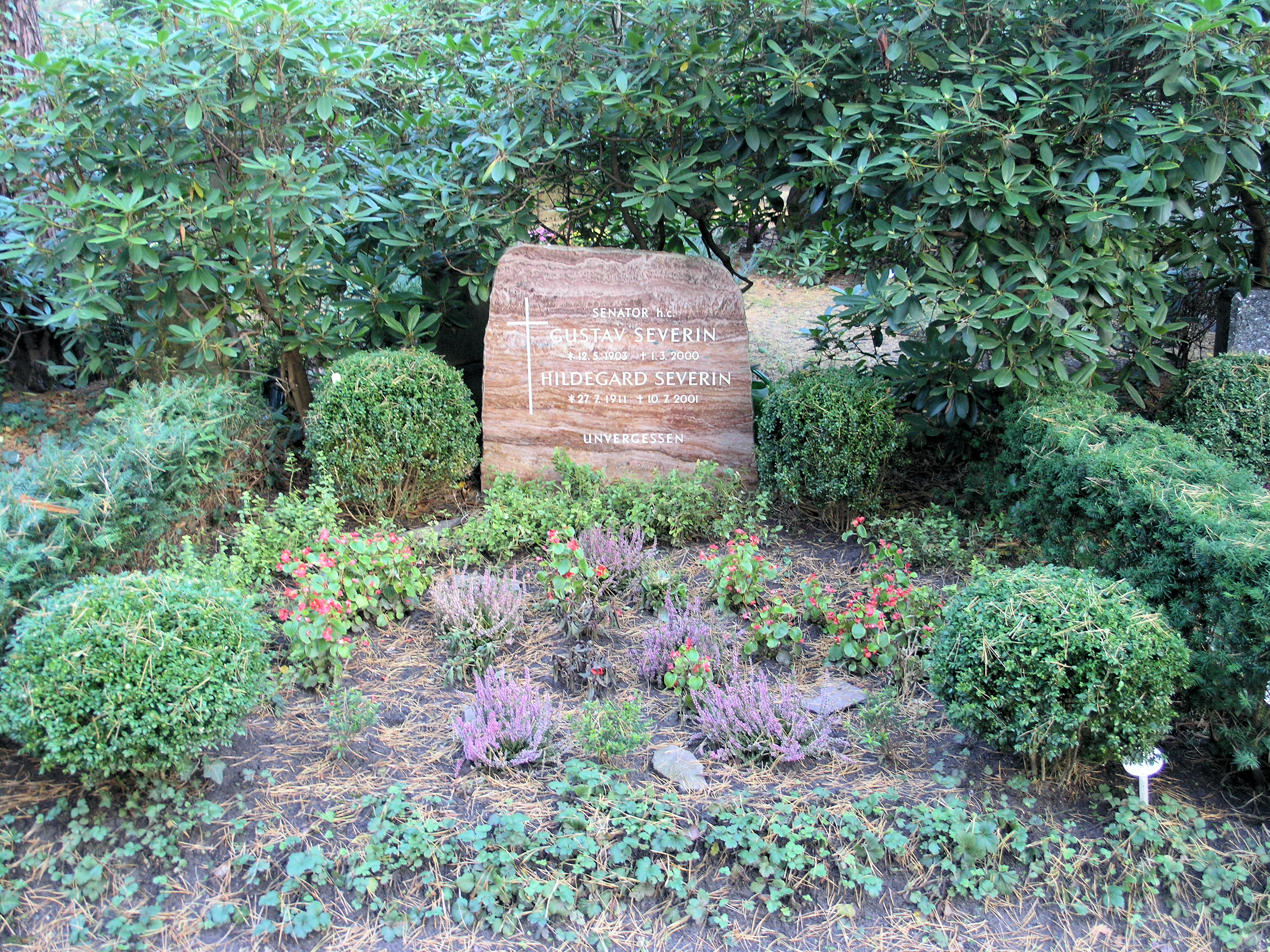
Grab von Gustav Severin auf dem Waldfriedhof Dahlem

Das 1953 durch Gustav Severin (1903–2000) und Paul Kühn gegründete Unternehmen hat sich im Verlauf seiner langjährigen Firmengeschichte zum führenden Anbieter von Stadtrundfahrten in Berlin und Ausflügen ins Berliner Umland entwickelt. Angeboten werden neben täglichen Stadtrundfahrten (City Circle Tour) auch Ausflugsfahrten nach Potsdam (Sanssouci) und in den Spreewald mit Kahnfahrt. Die Umbenennung in BEX Sightseeing erfolgte zum 1. Januar 2012. Im Zuge der Verschmelzung mit DB Regio Bus Ost GmbH wurde die Abteilung BEX Sightseeing zu DB Regio Bus Ost Zweigniederlassung City Circle eröffnet.

### BEX Charter
Über den Geschäftsbereich BEX Charter ist die Anmietung einer Vielzahl modernster Reisebusse für Transfers, Shuttle-Services, Stadtrundfahrten und Events möglich. Die Palette der Fahrzeuge reicht vom Mercedes-Benz Sprinter mit 15 Sitzplätzen bis zum Doppeldeckerbus mit 80 Sitzplätzen. Auch die Anmietung von Cabrio-Doppeldeckerbussen ist möglich. Der Geschäftsbereich Charter vermietet neben Reisebussen auch einen von Saurer erbauten Oldtimer-Bus aus dem Jahr 1940 mit der Aufschrift Severin+Kühn.

### Draisinenverkehr
Als die Stilllegung der Bahnstrecke von Fürstenberg nach Templin beschlossen wurde, kaufte am 1. Juli 1996 die TourismusServiceTemplin (TST) die Bahnstrecke von der Deutschen Bahn AG. Im direkten Anschluss beauftragte die TST die BEX zum Betrieb eines Eisenbahndraisinenverkehrs. Mitte 2010 wurde die Strecke an die Erlebnisbahn GmbH verkauft, die das Geschäft mit Draisinen selber betreibt.